# Station Benfleet
Benfleet is een spoorwegstation van National Rail in South Benfleet, Castle Point in Engeland. Het station is eigendom van Network Rail en wordt beheerd door c2c. Station Benfleet werd in 1855 geopend.